# Bor, Petnjica
Bor este un sat din comuna Petnjica, Muntenegru. Conform datelor de la recensământul din 2003, localitatea are 243 de locuitori (la recensământul din 1991 erau 323 de locuitori).

## Demografie
În satul Bor locuiesc 161 de persoane adulte, iar vârsta medie a populației este de 31,6 de ani (31,7 la bărbați și 31,4 la femei). În localitate sunt 55 de gospodării, iar numărul mediu de membri în gospodărie este de 4,42.
|  |

| Demografie | Demografie | Demografie |
| An         | Locuitori  | Locuitori  |
| ---------- | ---------- | ---------- |
|            |            |            |
|            |            |            |
|            |            |            |
|            |            |            |
| 1948       | 248        |            |
| 1953       | 308        |            |
| 1961       | 367        |            |
| 1971       | 357        |            |
| 1981       | 397        |            |
| 1991       | 323        | 315        |
| 2003       | 317        | 243        |

| \| Componența etnică conform recensământului din 2003[2] \| Componența etnică conform recensământului din 2003[2] \| Componența etnică conform recensământului din 2003[2] \| Componența etnică conform recensământului din 2003[2] \| Componența etnică conform recensământului din 2003[2] \| \| ----------------------------------------------------- \| ----------------------------------------------------- \| ----------------------------------------------------- \| ----------------------------------------------------- \| ----------------------------------------------------- \| \| \| \| \| \| \| \| Bosniaci \| Bosniaci \| \| 237 \| 97,53% \| \| Muntenegreni \| Muntenegreni \| \| 1 \| 0,41% \| \| Musulmani \| Musulmani \| \| 1 \| 0,41% \| \| necunoscută \| necunoscută \| \| 4 \| 1,64% \| |              |  |     |        |
| Componența etnică conform recensământului din 2003 |              |  |     |        |
| |              |  |     |        |
| Bosniaci | Bosniaci     |  | 237 | 97,53% |
| Muntenegreni | Muntenegreni |  | 1   | 0,41%  |
| Musulmani | Musulmani    |  | 1   | 0,41%  |
| necunoscută | necunoscută  |  | 4   | 1,64%  |